# Posate da insalata

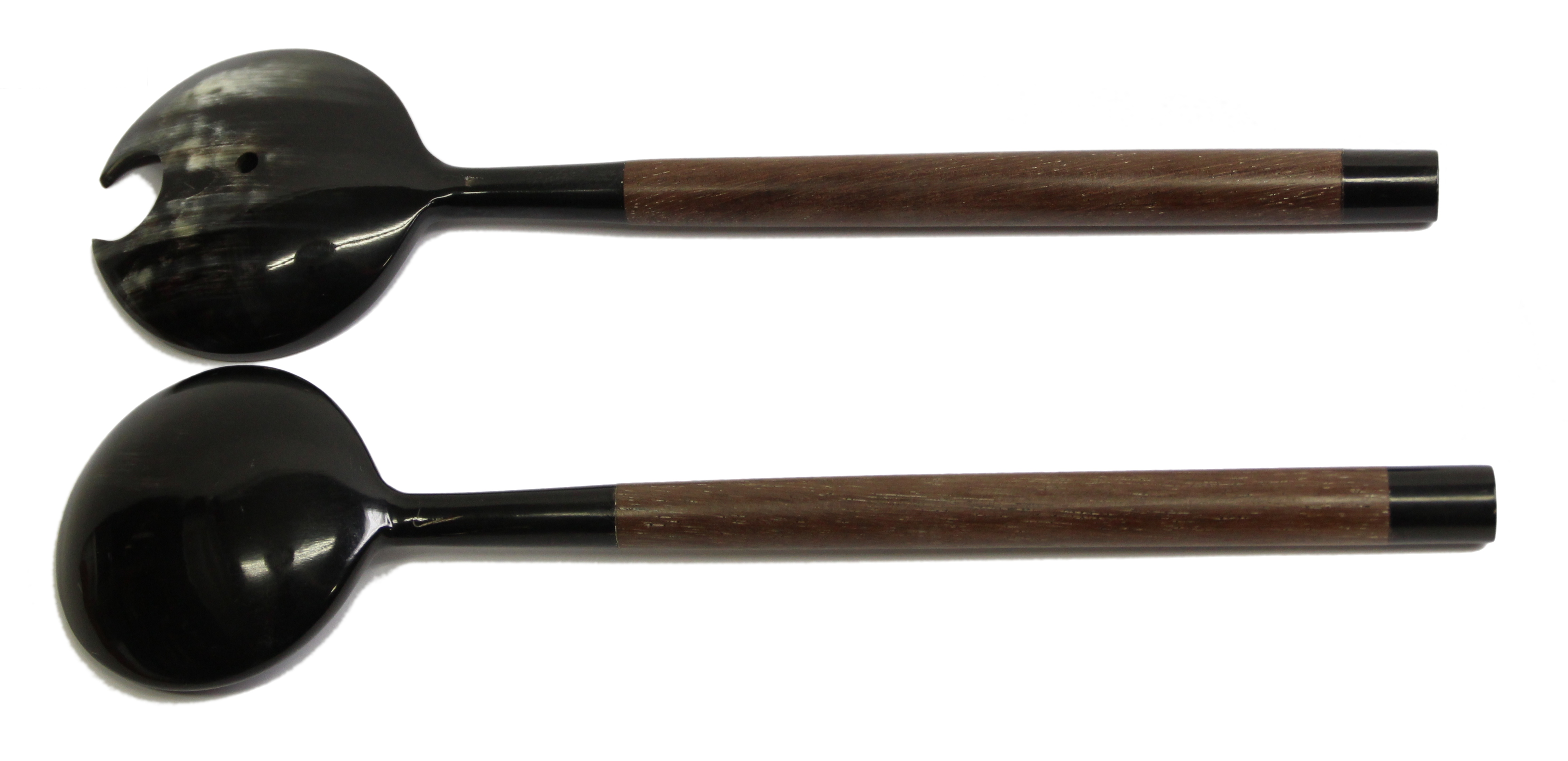
Posate da insalata in corno dal Madagascar

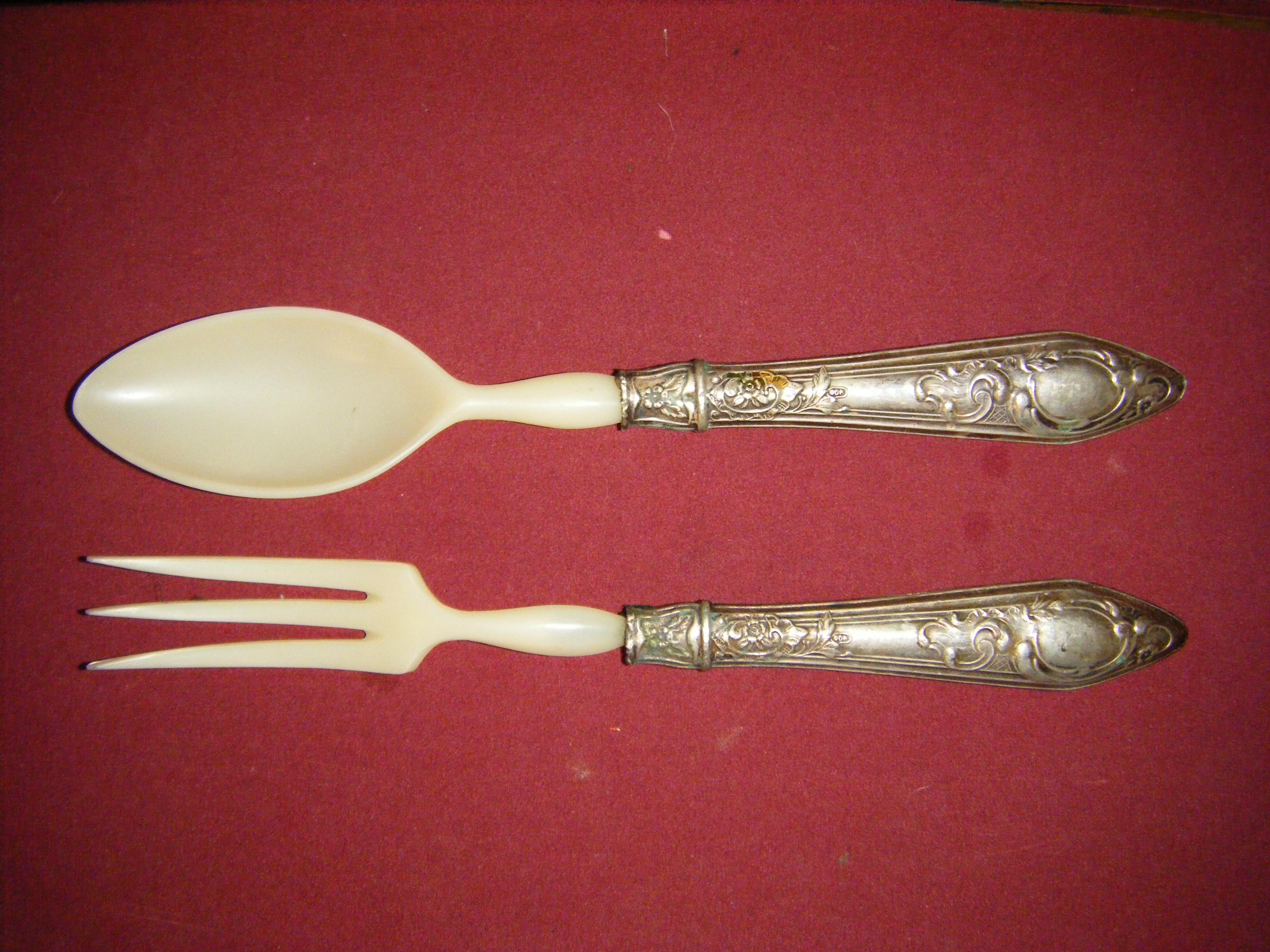
Posate da insalata ottocentesche, in avorio e argento

Le posate da insalata sono una coppia di posate da servizio, un cucchiaio e una forchetta, usate per condire e servire le insalate.

## Caratteristiche
Sono di dimensione maggiore di due normali posate da tavola, lunghe per non cadere all'interno della ciotola insalatiera. In alcune accoppiate la forchetta è fatta come il cucchiaio ma con una larga fessura o tacca centrale che ha lo scopo di lasciar sgocciolare il condimento in eccesso.
Realizzate in metallo, legno, corno o plastica, a volte in due materiali diversi per il manico e la parte a posata. Se fanno parte di un servizio di posate riportano le stesse decorazioni delle altre posate del servizio, anche se di materiali differenti.